# Proletari Armati per il Comunismo

Maurizio Azzolini impugna una Beretta calibro 22

I Proletari Armati per il Comunismo furono una formazione terroristica di estrema sinistra che si formò in Lombardia nel 1977. Dopo le Brigate Rosse (86 omicidi circa) e Prima Linea (16), le principali organizzazioni armate di sinistra in Italia degli anni di piombo, i PAC rappresentarono, tra le molte sigle esistenti, la terza forza del terrorismo rosso per numero di attentati (tra cui 5 omicidi).

## Dirigenti e membri famosi
Suoi dirigenti erano Sebastiano Masala, Arrigo Cavallina, Claudio Lavazza, Pietro Mutti e Giuseppe Memeo ed i suoi membri erano per lo più di origine operaia. Il loro membro più famoso è Cesare Battisti, che fu condannato a due ergastoli e tredici anni e che venne arrestato in Brasile nel 2007 per poi essere liberato nel 2011 in seguito alla scelta della Corte suprema brasiliana di non estradarlo. Battisti è stato poi catturato nel gennaio 2019 in Bolivia ed estradato in Italia. Anche Giuseppe Memeo, è rimasto famoso: è lui che, in una Milano da guerriglia urbana, coperto da un passamontagna scuro, jeans e stivaletti, mentre impugna una Beretta calibro 22 e spara, è colto dallo scatto di un fotografo. L'immagine, del 14 maggio 1977, è diventata una delle fotografie-simbolo degli anni di piombo.

## Ideali ed obbiettivi
I Proletari Armati per il Comunismo erano un'organizzazione armata comunista che voleva realizzare una rivoluzione proletaria in Italia, coinvolgendo nella lotta armata per il comunismo non solo la classe operaia come predicava l'analisi marxista tradizionale, manche il sottoproletariato delle periferie, poiché i PAC volevano coinvolgere nella lotta armata contro lo stato, non solo gli studenti e gli operai comunisti, ma anche tutto il mondo delle persone emarginate e del sottoproletariato che non facevano parte della classe operaia, cercando anche dei contatti con il mondo della piccola malavita, che compiva azioni illegali per necessità, ed al tempo stesso i Proletari Armati Comunisti oltre a fare azioni armate clandestine, avevano anche l'abitudine di infiltrarsi alle manifestazioni pacifiche nelle vie e nelle piazze, per farle degenerare in scontri violenti contro la Polizia ed i Carabinieri, arrivando anche a sparare contro i poliziotti ed i carabinieri che erano presenti in strada, anticipando in questo modo le tecniche violente dei black block nelle manifestazioni pubbliche, ed al tempo stesso decisero di usare dei sottogruppi territoriali, che nonostante fossero apertamente autonomi, erano comunque legati agli ordini dei PAC, ed erano queste formazioni: 
- Nuclei comunisti per la guerriglia proletaria
- Nuclei proletari organizzati per il comunismo
- Rapinatori Comunisti

## La differenza tra i PAC e le altre organizzazioni armate comuniste
I PAC per realizzare una rivoluzione comunista in Italia, cercarono l'appoggio della classe operaia o proletaria, ma anche del sottoproletariato emarginato e della piccola criminalità comune, poiché per le tesi dei PAC anche le persone che non erano parte della classe operaia, ma erano comunque in condizione di povertà e sfruttamento, e quindi, dei potenziali rivoluzionari. Queste tesi sull'alleanza tra proletariato e sottoproletariato, portarono i PAC a differenziarsi dalle Brigate Rosse e da Prima Linea, poiché mentre i brigatisti comunisti volevano la rivoluzione social-comunista ponendosi però come il gruppo armato comunista che avrebbe guidato il movimento operaio e studentesco, mentre i piellini comunisti compivano azioni armate e violente per realizzare una repubblica comunista in Italia, mantenendo però un legame diretto ed egualitario con il movimento studentesco ed operaio, ma tenendo lontano il mondo della piccola criminalità considerandolo lontano dalla analisi marxista sulla lotta di classe, ed inaffidabile da un punto di vista delle azioni militari, a differenza dei PAC che invece sostenevano la simbiosi tra lotta di classe e lotta sottoproletaria.

## Azioni
Le prime azioni del gruppo furono di appoggio alle rivendicazioni operaie come l'8 maggio 1978 il ferimento del medico dell'Inam Diego Fava e il sabotaggio allo stabilimento all'Alfa Romeo di Milano.
Ma gli obiettivi più importanti dei Proletari Armati per il Comunismo furono la lotta alle strutture carcerarie e, nei quartieri, contro coloro che venivano giudicati membri o collaboratori delle forze dell'ordine.
Riguardo al primo punto vanno ricordati il ferimento di Giorgio Rossanigo, medico del carcere di Novara, di Arturo Nigro, agente nel carcere di Verona e soprattutto l'uccisione ad Udine il 6 giugno 1978 di Antonio Santoro, maresciallo nel carcere di Udine.
Sul secondo versante invece i PAC uccisero il 16 febbraio 1979 il macellaio Lino Sabbadin a Santa Maria di Sala nei pressi di Venezia e il gioielliere Luigi Torregiani a Milano, lo stesso giorno; nell'agguato Luigi Torreggiani sparò per errore al figlio, che rimase paraplegico. Ambedue le vittime erano commercianti che mesi prima, durante alcune rapine, avevano sparato contro rapinatori uccidendoli (Sabbadin aveva sparato durante una rapina presso la sua macelleria, Torregiani era intervenuto durante una rapina in corso nel ristorante in cui si trovava). La contemporaneità dei due omicidi aveva lo scopo di aumentare l'effetto mediatico e ridurre drasticamente le reazioni per legittima difesa durante le rapine, favorendo le attività della "piccola malavita".
In seguito al duplice omicidio scattarono indagini serrate che portarono a una serie di arresti tra i membri dell'organizzazione. Alcuni dei fermati lamentarono di aver subito torture e, in risposta a questi fatti, il 19 aprile 1979 i PAC uccisero a Milano l'agente della DIGOS Andrea Campagna.

## Arresti

1981, Cesare Battisti insieme ad altri arrestati nel carcere di Frosinone

Gli arresti seguenti nei mesi successivi stroncarono definitivamente i PAC alla fine del 1979, i cui militanti ancora liberi confluirono per lo più in Prima Linea.
I "Proletari Armati per il Comunismo" hanno operato in Lombardia, Veneto e Friuli; per la loro attività sono state inquisite 60 persone e sono state rilasciate dopo aver passato diverso tempo in detenzione e, secondo una testimonianza, dopo aver subito torture.

## Iter giudiziario
Al processo, il Pubblico Ministero chiese sentenze severe per diversi capi d'accusa tra cui omicidio, concorso in omicidio, associazione sovversiva, banda armata. Subirono condanne definitive nel 1993 Sebastiano Masala, il fondatore Arrigo Cavallina (pena ridotta per dissociazione), Luigi Lavazza, Pietro Mutti (pena ridotta a 8 anni circa per "pentimento"), Cesare Battisti (ergastolo), l'ideologo Luigi Bergamin (ergastolo in primo grado, pena ridotta per il solo concorso morale e altri reati, 26 anni come concorrente degli omicidi Campagna e Santoro) e Giuseppe Memeo (esecutore omicidio Torregiani, 30 anni, poi ridotti per i benefici di legge e la dissociazione), Paola Filippi (ergastolo per omicidio Campagna), Maurizio Azzolini, Enrica Migliorati (22 anni, dissociata, complice di Battisti nell'esecuzione del delitto Santoro), Maria Cecilia Barbetta (3 anni, dissociata), Sante Fatone, Gabriele Grimaldi, Diego Giacomin (dissociato) e altri. Quasi tutti loro furono scarcerati entro gli anni '90, a parte quelli che riuscirono a fuggire: Battisti (evaso nel 1981) e la Filippi si resero contumaci, così come Giacomin e la Migliorati che, vissuta in Messico e in Svizzera e tornata per partecipare al funerale del padre nel 1992, venne fermata, rilasciata e poi estradata dopo la condanna definitiva, trascorrendo in carcere circa 12 anni, in quanto beneficiò di alcuni sconti; uscì nel 2006 dopo 14 anni.
Dopo la fine della dottrina Mitterrand, Paola Filippi è divenuta cittadina francese e dichiarata non estradabile, mentre Battisti ottenne un visto di immigrato permanente in Brasile nel 2011 dopo un lungo periodo di latitanza tra Messico, Francia e Brasile (dal 2004). Anche Bergamin vive in Francia e non è stato mai estradato: dopo essersi costituito a maggio 2021 in seguito ad altri arresti di ex terroristi a Parigi, la sua pena è stata considerata come caduta in prescrizione già in data 8 aprile 2021. Questo essendo stato condannato a una pena inferiore all'ergastolo, come dichiarato in sentenza della corte d'appello di Milano - emessa l'11 maggio 2021 dopo un breve iter e contro il parere del giudice di sorveglianza, che lo aveva definito "delinquente abituale" il 30 marzo - che fece di lui un cittadino libero.

## Il caso Battisti
I PAC, benché sciolti e inattivi da decine di anni, sono tornati alla ribalta nel 2004, anche se solo per la vicenda giudiziaria di Cesare Battisti, militante della formazione terroristica, condannato all'ergastolo in contumacia dalla magistratura italiana per 4 omicidi (due come esecutore materiale, uno come complice e l'altro per concorso morale) e latitante in Francia, Messico e di nuovo in Francia, sotto la protezione della Dottrina Mitterrand, che dava asilo politico a cittadini stranieri perseguiti per crimini di natura politica (tra di loro anche terroristi) a condizione che rinunciassero ad aspirazioni eversive contro lo Stato francese, come stabilito dal presidente François Mitterrand e ribadito dai successori. In base a tale direttiva la Francia (e la sua magistratura) rifiutò negli anni '90 la sua estradizione richiesta dalla magistratura italiana.

Cambiato il clima politico, in seguito a un accordo con l'Italia per concedere la consegna di ex terroristi (seppur in ambito limitato) la magistratura italiana inoltrò nuova richiesta di estradizione, accolta dalla magistratura francese, ribaltando la precedente pronuncia, passata in giudicato.
Quando le autorità d'oltralpe nel 2004 concessero l'estradizione, il Battisti (che si dichiara innocente degli omicidi, accusando il pentito Mutti di irregolarità e di aver scaricato su di lui le proprie responsabilità, al fine di ottenere una condanna molto bassa), temporaneamente scarcerato, si rese di nuovo irreperibile, per poi essere arrestato il 18 marzo 2007 in un albergo a Copacabana in Brasile.
In relazione al caso Battisti, alcune personalità politiche italiane (tra cui il parlamentare Giovanni Russo Spena già capogruppo di Rifondazione Comunista al Senato e altri) hanno rilanciato la proposta di un'amnistia per i delitti aventi motivazione politica per chiudere definitivamente i conti con la stagione degli anni di piombo.
Tuttavia in relazione allo stesso caso Battisti vi sono state dichiarazioni contrastanti di esponenti politici che in opposizione al capogruppo di Rifondazione Comunista hanno sostenuto che il Battisti debba scontare la pena inflittagli per i quattro omicidi, tra essi Silvana Mura, deputata dell'Italia dei Valori, Enrico Buemi (Rosa nel Pugno), Luca Volontè, capogruppo dell'Udc alla Camera.
Nel 2007 una campagna di solidarietà per Cesare Battisti, divenuto scrittore di noir dal discreto successo, ha raccolto 1500 firmatari (tra cui spiccano nomi di personalità di primo piano del mondo della cultura e della politica francese, oltre che internazionale; tra i sostenitori dell'ex PAC vi era anche lo scrittore Nobel colombiano Gabriel García Márquez) sul sito Carmilla on line (diretto dallo scrittore Valerio Evangelisti, amico personale di Battisti), salito agli onori della cronaca italiana grazie a un servizio della rivista Panorama.
Il 9 giugno 2011 la Corte Suprema del Brasile (su suggerimento del presidente Luiz Inácio Lula da Silva, contrario all'estradizione, verso la quale oppose il proprio veto), paese dove Cesare Battisti si era rifugiato dopo essere riparato in Francia, nega l'estradizione in Italia del Battisti (come verrà nuovamente ribadito nel 2015), con pronunciamento definitivo. Gli viene altresì però negato lo status di rifugiato, precedentemente concesso dal ministro della Giustizia Tarso Genro, ma gli viene assegnato comunque un visto di immigrato regolare, successivamente con residenza permanente, anche per effetto del suo matrimonio con una cittadina brasiliana.
Resosi irreperibile in Brasile già a fine autunno 2018, Cesare Battisti viene arrestato il 12 gennaio 2019 in Bolivia, dove si era rifugiato, camuffando la propria reale identità.

Il figlio del neoeletto presidente brasiliano, Eduardo Bolsonaro, annuncia il piccolo regalo all'Italia del suo Paese e la consegna in tempi rapidi di Battisti alle autorità italiane (che avevano richiesto da tempo la sua estradizione per fargli scontare i due ergastoli passati in giudicato).